# Amtsgericht Haldensleben

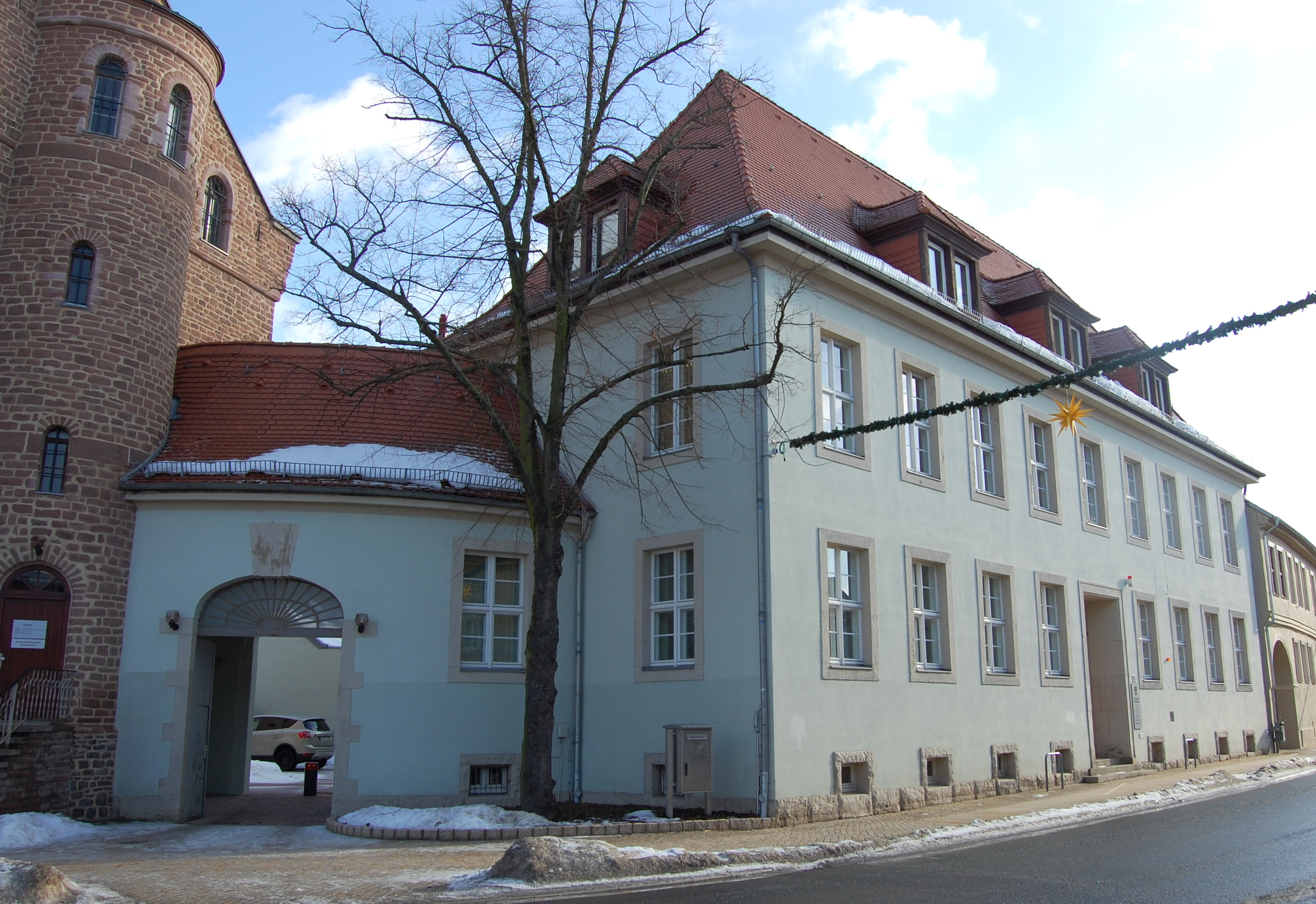
Amtsgericht Haldensleben (2010)

Das Amtsgericht Haldensleben ist ein Gericht der ordentlichen Gerichtsbarkeit in Deutschland. Es gehört zum Bezirk des Landgerichtes Magdeburg und des Oberlandesgerichtes Naumburg. Sitz des Gerichts ist Haldensleben, wo sich das Gerichtsgebäude in der Stendaler Straße Nr. 18 befindet. Das ehemals eigenständige Amtsgericht Wolmirstedt mit Sitz im Komplex des Schlosses Wolmirstedt fungiert als Außenstelle des Amtsgerichtes.

## Architektur
Das Haldensleber Gerichtsgebäude entstand 1928. Der zweigeschossige, verputzte Bau ruht auf einem verklinkerten, niedrigen Sockel. Nordwestlich des Gerichtes steht ein 1860 als Gefängnis errichtetes dreigeschossiges Gebäude, in dem heute das Grundbuchamt untergebracht ist. Das Gebäude ist über einen torartigen Bau mit dem Gericht verbunden und wurde in seiner steinsichtigen Fassadengestaltung dem direkt angrenzenden Stendaler Tor angepasst.